# Спілка кінематографістів Росії
Спілка кінематографістів Російської Федерації (СК Росії) — загальноросійська самокерована громадська організація, що заснована на індивідуальному членстві, створена для захисту спільних інтересів та досягнення статутних цілей об'єднаних професійних творчих діячів кінематографії, що працюють в аудіовізуальній сфері.
СК Росії здійснює свою діяльність на території більше половини суб'єктів Російської Федерації через свої структурні підрозділи — організації, відділення, філії та представництва.
СК Росії створено з метою захисту соціальних, авторських, суміжних та трудових прав, інтелектуальної власності та професійних інтересів своїх членів, надання допомоги у створенні та поліпшенні умов їх творчої діяльності.
Установчий з'їзд Спілки кінематографістів Росії пройшов 28 лютого 1990 року. Статут організації був прийнятий 30 листопада 1991 року.

## Структура
Основні Гільдії Спілки кінематографістів РФ:
- Гільдія кінорежисерів Росії
- Гільдія сценаристів (кінодраматургів) кіно і телебачення
- Гільдія кінооператорів (R.G.C.)
- Гільдія акторів кіно Росії
- Гільдія кінознавців та кінокритиків Росії
- Гільдія художників кіно і телебачення
- Гільдія композиторів кіно
- Гільдія кінотехніків
- Гільдія продюсерів Росії
- Гільдія каскадерів Росії

## Голова Спілки
1990–1993 — Масленников Ігор Федорович.
1993–1997 — Соловйов Сергій Олександрович.
1997 — по теперішній час — Микита Сергійович Михалков.
Наприкінці 2008 року пройшов VII з'їзд СК, на якому новим головою був обраний Марлен Хуцієв. Михалков делегатом на з'їзд обраний не був. Через те, що кілька членів Спілки заявили про нелегітимність з'їзду (порушені права членів Спілки при виборах делегатів з'їзду) у зв'язку з відсутність кворуму (повинно було бути присутнім 50% плюс один з близько п'яти тисяч членів), а Мін'юст Росії попередив про можливу відмову в реєстрації підсумків з'їзду, питання про Голову Союзу залишилося відкритим.
У підсумку, Союз опинився під загрозою закриття. Прихильники Михалкова (актор Василь Ліванов, режисер Володимир Наумов, директор Держфільмофонду Микола Бородачев та кінорежисер Клим Лаврентьєв) подали позов про нелегітимність підсумків VII з'їзду Спілки. У відповідь новообрані керівники Спілки відправили 3 листи в Московську та Пресненську прокуратури та в управління по боротьбі з економічними злочинами ГУВС з вимогами розслідувати економічну діяльність Михалкова. 17 березня Пресненський суд Москви визнав підсумки VII з'їзду СК незаконними.
30-31 березня 2009 року пройшов позачерговий надзвичайний з'їзд Спілки кінематографістів РФ. Головою союзу знову був обраний Микита Михалков. Підсумки цього зібрання також оскаржені в суді.
Більше ста кінематографістів вийшли зі складу Союзу, підписали заяву «Нам не подобається», на установчій конференції 16 квітня 2010 року одностайно проголосували за створення нової спілки КіноСоюз та вибрали статутну комісію — Оргкомітет. Нова організація зареєстрована Мін'юстом РФ.
Серед них:
- Ельдар Рязанов — режисер ігрового кіно,
- Олександр Сокуров — режисер ігрового та документального кіно,
- Отар Іоселіані — режисер ігрового кіно (громадянин Франції, член СК Росії (див. довідник СК РФ, стор. 142, 2008 р.),
- Олексій Герман (старший) — режисер ігрового кіно (вийшов зі складу СК Росії раніше),
- Юрій Норштейн — режисер анімаційного кіно,
- Олександр Гельман — сценарист,
- Данило Дондурей — мистецтвознавець,
- Віталій Манський — режисер документального кіно,
- Гаррі Бардін — режисер анімаційного кіно,
- Павло Бардін — режисер ігрового кіно,
- Рустам Ібрагімбеков — сценарист,
- Павло Фінн — сценарист,
- Юрій Богомолов — кінокритик,
- Наум Клейман — директор музею кіно,
- Віктор Матізен — кінокритик,
- Світлана Кармаліта — сценарист,
- Валерій Кичин — кінокритик,
- Олексій Герман мол. — режисер ігрового кіно,
- Юлій Гусман — режисер ігрового кіно,
- Алла Боссарт — кінокритик,
- Андрій Розумовський — режисер ігрового кіно,
- Володимир Досталь — продюсер,
- Андрій Прошкін — режисер ігрового кіно,
- Андрій Плахов — кінокритик,
- Алла Гербер — кінокритик,
- Стас Садальський — актор,
- Дуня Смирнова — сценарист.

Частина інших підписантів, тут не названих вище, не були членами СК.
Спілка кінематографістів Росії продовжує функціонувати.